# Dzienniki Hitlera
Dzienniki Hitlera – sfałszowane dzienniki opublikowane przez dziennik „Stern” jako rzekomo spisane przez Hitlera.

## Historia
Dziennikarz Gerd Heidemann był kolekcjonerem nazistowskich artefaktów. Poprzez znajomych kolekcjonerów w 1980 roku nawiązał kontakt z fałszerzem Konradem Kujauem, który ukrywał się pod pseudonimem Konrad Fischer. Dowiaduje się o istnieniu dzienników napisanych przez Hitlera. Pochodziły rzekomo od wschodnioniemieckiego generała, który przemycał je do Zachodnich Niemiec. Pierwszy tom wykonał w połowie lat siedemdziesiątych. Dziennikarz był zainteresowany znaleziskiem. Dzienniki rzekomo pochodziły z katastrofy samolotu.
Rankiem 21 kwietnia 1945 roku w Börnersdorf, małej wiosce na skraju Szwajcarii Saksońskiej, samolot transportowy Junkers Ju 352 rozbił się i eksplodował. Samolot należał do ostatniego kontyngentu lotniczego Kancelarii Rzeszy i miał za zadanie ewakuować osobisty sztab Adolfa Hitlera i dokumenty z kwatery głównej z Berlina do Obersalzbergu w południowej Bawarii na krótko przed zakończeniem drugiej wojny światowej. Dwaj dziennikarze, Gerd Heidemann i Thomas Walde po raz pierwszy odwiedzili Börnersdorf w listopadzie 1980 roku. W towarzystwie Stasi poszukiwali informacji na temat katastrofy od mieszkańców wioski. Heidemann udawał krewnego ofiary katastrofy.
Fakt katastrofy był uznawany przez dziennikarza jako dowód wiarygodności opowieści antykwariusza. Handlarz szybko odkrył, że opowiedziana historia jest uznawana przez dziennikarza za prawdziwą. Kiedy reporter ujawnił możliwość zgromadzenia dużej sumy pieniędzy na zakup od swojego wydawcy, antykwariusz wydał 61 kolejnych tomów dziennika. Początkowo kierownictwo „Sterna” odrzucało znalezisko Heidemanna. Wówczas zwrócił się z dziennikami Hitlera bezpośrednio do kierownictwa wydawnictwa Gruner + Jahr w celu otrzymania funduszy na zakup. Dziennikarz zawyżał kwoty, o które prosił antykwariusz. Wydawnictwo zapłaciło łącznie 9,34 miliona marek zachodnioniemieckich. Zakupiono 62 tomy pamiętników. Po otrzymaniu pieniędzy za spreparowane dzienniki Heidemann kupował drogie nieruchomości. Brytyjski dziennik „Sunday Times” nabył prawa wydawnicze od niemieckiej gazety.
Dzienniki od początku wzbudzały kontrowersje. Historycy stwierdzili, że Hitler, od kiedy cierpiał na chorobę Parkinsona, preferował dyktowanie zamiast własnoręcznego pisania. Kierownictwo gazety odpierało zarzuty, uznając dzienniki za prawdziwe. Wysoko postawieni eksperci, w tym niemiecki historyk Eberhard Jäckel i brytyjski profesor Hugh Trevor-Roper, wstępnie potwierdzili autentyczność zapisów. Jednak wielu biografów Hitlera i adiutantów kanclerza zaprzeczało prowadzeniu dzienników przez niego. Trzy z siedmiu tomów zostały zbadane w Federalnym Urzędzie Policji Kryminalnej w Wiesbaden oraz w Berlińskim Federalnym Urzędzie Badań Materiałowych. Okładki, papier i kleje zawierały materiały opracowane po II wojnie światowej. Analizy wszystkich trzech urzędów potwierdzały fałszerstwo. Dziennik zataił raport o fałszerstwie. Opublikowano tylko część ekspertyzy, która wydawała się potwierdzać autentyczność dzienników. W dniu 5 maja 1983 roku niemiecka Federalna Policja Kryminalna ogłosiła, że dzienniki są sfałszowane.
W maju 1983 roku Konrad Kujau został aresztowany przy granicy austriackiej. Został skazany na cztery lata i sześć miesięcy pozbawienia wolności za oszustwa i fałszowanie dokumentów. W 1988 roku został warunkowo zwolniony z więzienia po wykryciu raka. Dziennikarz Gerd Heidemann został skazany na cztery lata i osiem miesięcy pozbawienia wolności za oszustwa. Ostatecznie wydawnictwo Gruner & Jahr poniosło ogromne straty finansowe, poważnie ucierpiał wizerunek pisma, a dwóch z trzech redaktorów naczelnych musiało zrezygnować. Jednak fałszerz w 1989 roku opracował dodatkowy dziennik. Rękopis został podarowany prywatnej kolekcji w Berlinie jako prezent od fałszerza. Sfałszowane dzienniki są przechowywane w archiwum wydawnictwa Gruner + Jahr, w Archiwum Federalnym w Koblencji, w Domu Historii w Bonn oraz w Muzeum Policji w Hamburgu.

## Dzienniki w kulturze
Historia została opowiedziana w niemieckim filmie Schtonk!.